# Dorothea Ridder

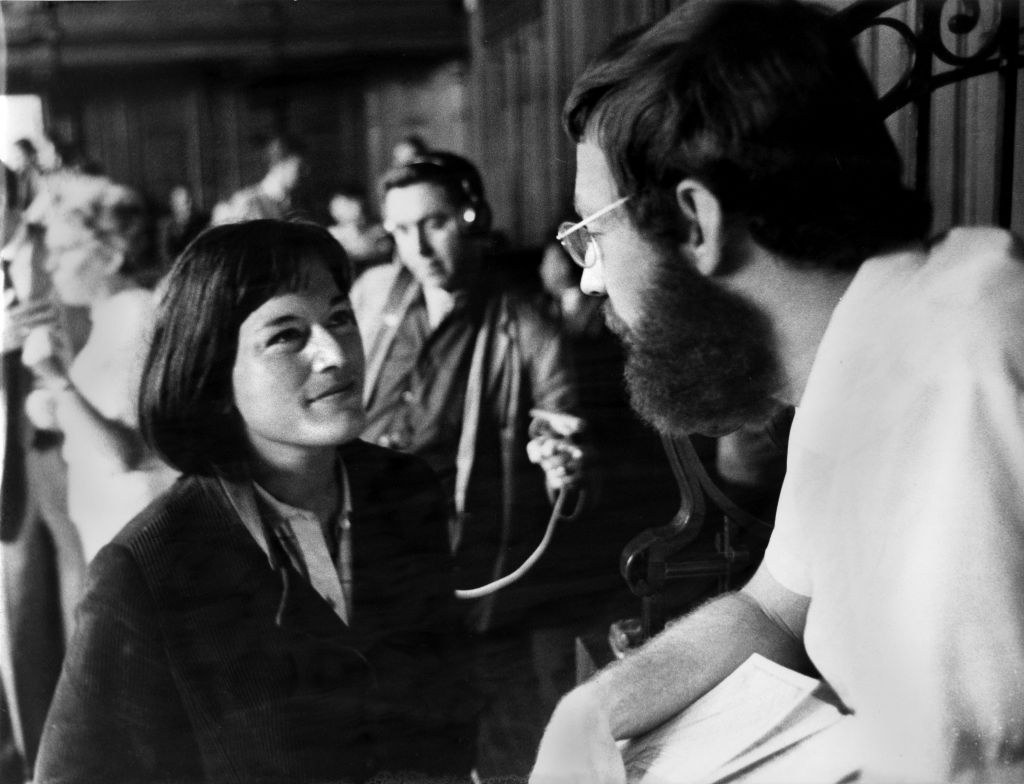
Dorothea Ridder im Gespräch mit Fritz Teufel (1967)

Dorothea Ridder (* 29. Mai 1942 in Berlin) ist eine deutsche Mitbegründerin der Kommune I (1967). Sie wurde 1975 als Unterstützerin der Terrororganisation Rote Armee Fraktion (RAF) wegen „Bildung einer kriminellen Vereinigung“ verurteilt.

## Leben
Dorothea Ridder wuchs in Berlin-Pankow auf, wo ihr Vater ein Dekorationsgeschäft führte. Nach der Enteignung des Betriebs ging der Vater alleine von Ost-Berlin nach Hamburg, Dorothea Ridder flüchtete 1959 mit ihrer Mutter und dem fünf Jahre älteren Bruder nach West-Berlin. Nach einer Ausbildung im Lette-Verein (Höhere Wirtschaftsschule), die sie als anerkannter DDR-Flüchtling erhielt, arbeitete die zunächst unpolitische Ridder 1961–62 als Sekretärin im Wissenschaftsverlag Julius Springer. Sie kam in Kontakt zu Künstlern, denen sie Modell stand, jobbte nebenher als Zeitschriftendrücker und arbeitete zeitweilig als Animierdame in Nachtbars.
Nachdem sie ihr Abitur nachgeholt hatte, immatrikulierte Dorothea Ridder sich 1964 an der FU Berlin, wo sie Politologie am Otto-Suhr-Institut studierte. Dort lernte sie Hans-Joachim Hameister (* 1940) kennen und begann sich gesellschaftspolitisch zu engagieren. Sie beteiligte sich an der revolutionsromantischen Gruppe „Viva Maria“ (Motto: „Revolution muss Spaß machen“), einer kurzzeitigen Abspaltung der Subversiven Aktion, der u. a. Dieter Kunzelmann, Bernd Rabehl und Rudi Dutschke angehörten. Anfang 1967 war Ridder mit Hameister, Kunzelmann, Ulrich Enzensberger und anderen Mitbegründer der Kommune I, deren Gründungsvortrag sie beim SDS verlas. Dorothea Ridder ist auch auf dem berühmten K1-Foto von Thomas Hesterberg zu sehen, das die nackten Rückenansichten der Kommunarden vor einer weißen Wand zeigt. 2008 erinnert Ridder sich an die Aufnahme: „Wir waren froh, als es vorbei war, und wir uns wieder was anziehen konnten.“ Ridder und Hameister zogen später in die SDS-Kommune 2, in der u. a. Jan-Carl Raspe lebte.
Im April 1967 bereiteten die Kommunarden einen später „Pudding-Attentat“ genannten Anschlag mittels Rauchbomben auf den US-Vizepräsidenten Hubert H. Humphrey vor. Nachdem Ridder, Fritz Teufel, Hameister und andere dafür am 5. April Rauchbomben-Tests und Wurfübungen im Grunewald durchgeführt hatten, wurden sie von Zivilfahndern der Politischen Polizei festgenommen, aber bereits am nächsten Tag wieder auf freien Fuß gesetzt. Am 12. August 1967 tanzte sie zusammen mit Andreas Baader, dem als Frau verkleideten Rainer Langhans und etwa 200 weiteren Demonstranten bei einem Happening zur Haftverschonung von Fritz Teufel auf dem Kurfürstendamm. Im September 1967 sollen einer Spiegel-Meldung zufolge Ridder sowie Wolfgang Neuss und drei Berliner SDS-Mitglieder in das Feriendomizil des Verlegers Axel Springer auf Sylt eingedrungen sein und dort eine Vietcong-Flagge gehisst haben. Ferner war sie im – 1968 auf Initiative von Marianne Herzog und Helke Sander gegründeten – Aktionsrat zur Befreiung der Frauen und als „Spielfrau“ am neugegründeten antiautoritären Kinderladen aktiv.
Durch Günter Ammon angeregt, bei dem Ridder sich einer Gruppenpsychotherapie unterzog, wechselte sie 1969 zum Studium der Humanmedizin. Neben ihrem Medizinstudium organisierte Dorothea Ridder für die RAF eine Wohnung, die als Fälscherwerkstatt benutzt wurde, und machte Botengänge. 2008 erinnert sie sich: 
„Es war ganz leicht, in die RAF reinzurutschen, sehr leicht! Mir war ganz klar, was ich mitmache, vielleicht mal eine Wohnung besorgen, so was, konspirativ, auch das Fälschen, okay, da konnte ich unterstützend sein … aber so was wie: ,Natürlich darf geschossen werden‘… Nein!“
Als das RAF-Mitglied Ingrid Schubert am 8. Oktober 1970 in Berlin verhaftet wurde, wies sie sich mit einem verfälschten Ausweis von Dorothea Ridder aus. Im September 1971 wurde die mittlerweile per Haftbefehl gesuchte Ridder festgenommen. Sie verweigerte aber jede Aussage und kam in Untersuchungshaft, die sie überwiegend im „Toten Trakt“ der JVA Köln-Ossendorf verbrachte, wo sie teilweise zeitgleich mit Astrid Proll inhaftiert war. Die Ermittlungsbehörden mutmaßten, Ridder sei, „wie die Mehrzahl der weiblichen Angehörigen der politischen Terror-Gruppe, lesbisch bzw. bi-sexuell veranlagt.“ Von Presseorganen wie der Bild-Zeitung wurde Ridder als „Horror-Dorle“ bezeichnet. Und die Zeitschrift Quick schrieb in dem Artikel Wo sich Sex und Terror trafen neben dem Bild eines mit Farbspuren bedeckten nackten Frauenkörpers: 
„Als Aktmodell begann es. Und dann ging es bergab. Erst ließ sich die lebenslustige Dorothea von Kunststudenten mit Farbe beschmieren – dann lebte sie als ‚Horror‘-Dorle mit Männern zusammen, die Farbbeutel-Attentate planten.“
Da Ridder nur als „Randfigur“ der RAF galt, erhielt sie Haftverschonung, wurde 1972 aber nach Intervention des bayerischen Innenministers Bruno Merk erneut inhaftiert. Nach insgesamt etwa einem Jahr in Isolationshaft wurde sie endgültig aus der U-Haft entlassen und nahm ihr Studium wieder auf.
1973 bestand Dorothea Ridder die ärztliche Vorprüfung und praktizierte 1973 und 1975 im Uniklinikum in Ankara. Im Juni 1975 wurde sie aufgrund ihrer RAF-Beteiligung wegen „Bildung einer kriminellen Vereinigung“ nach § 129 StGB zu einem Jahr Haft verurteilt. Die Strafe wurde aber wegen guter Führung zur Bewährung ausgesetzt. 1976 bestand Ridder das ärztliche Staatsexamen und erhielt 1977 die Approbation. 1980 promovierte sie zum Thema Das Intrauterinpessar – Überblick über Geschichte, Wirkungsweise, allg. u. eigene klin. Erfahrungen. Nach Praxisvertretungen in Westdeutschland betrieb sie als Allgemeinmedizinerin von 1981 bis 1983 eine Gemeinschaftspraxis in Berlin, danach eine eigene Praxis am Nollendorfplatz, die sie ab 1989 mit einem Kollegen teilte. Als eine der Ersten behandelte sie Drogenabhängige mit Methadon, bot Aids- und Krebsgruppen an. Zu ihren Patienten gehörten u. a. Erich Fried und Udo Lindenberg. Mehrere Jahre war Ridder Anhänger von Bhagwan Shree Rajneesh.
Ende der 1970er Jahre suchte Ridder die in England inhaftierte Astrid Proll auf, die sie schon aus der Vor-RAF-Zeit kannte, und kümmerte sich seitdem freundschaftlich um sie. Ab 1983 besuchte Dorothea Ridder als Ärztin das gefangene RAF-Mitglied Manfred Grashof. Sie heiratete ihn im März 1984. Die Ehe besteht offiziell noch immer. Im Juni 1997 erlitt Dorothea Ridder durch einen Thrombus im Gehirn einen schweren Schlaganfall, bei dem sie zunächst die Sprache und ihr Gedächtnis verlor. Seitdem leidet sie unter fokaler Epilepsie. Ihre Praxis wurde aufgelöst. Die noch immer mit Gedächtnislücken und Sprachproblemen kämpfende Ridder gab 2008 der Schriftstellerin Gabriele Goettle ein längeres Interview, das die Grundlage für ein Buch über sie bildete.

## Film
- „Revolution – Von der Kommune 1 zu den Communities im Internet“ (2007), Film von Rainer Langhans (25:18) auf vimeo.com (zeitgenössische Fotos und Filme sowie kurze Interviewausschnitte mit Ridder)